# Nursallia
Nursallia es un género extinto de peces con aletas radiadas que vivió durante el período del Cretácico hasta su extinción en el Eoceno. Esta especie fue reconocida por  Blot.

## Especies
Clasificación del género Nursallia:
- † Nursallia (Blot 1987)
  - † Nursallia veronae (Blot 1987)